# Goulet (Orne)
Goulet ist eine Commune déléguée in der französischen Gemeinde Monts-sur-Orne mit 387 Einwohnern (Stand 1. Januar 2022) im Département Orne in der Region Normandie.
Mit Wirkung vom 1. Januar 2018 wurden die Gemeinden Goulet, Montgaroult und Sentilly zu einer Commune nouvelle mit dem Namen Monts-sur-Orne zusammengeschlossen. Die Gemeinde Goulet gehörte zum Arrondissement  Argentan und zum Kanton Magny-le-Désert.

## Bevölkerungsentwicklung
| Jahr      | 1962 | 1968 | 1975 | 1982 | 1990 | 1999 | 2008 |
| Einwohner | 288  | 290  | 305  | 293  | 307  | 304  | 354  |

## Sehenswürdigkeiten
- Kirche Saint-Martin (Retabel und Marienstatue aus dem 17./18. Jahrhundert, Monument historique)
- Servin-Kreuz (La Croix Servin), Wegekreuz aus dem 13. Jahrhundert (Monument historique)